# Revolució egípcia de 1919

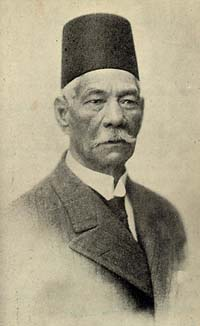
Saad Zaghloul

La bandera de la Revolució d'Egipte, 1919.

La revolució egípcia de 1919 fou una revolució de tot el país contra l'ocupació britànica d'Egipte i Sudan. Es va dur a terme pels egipcis i sudanesos de diferents àmbits de la vida a conseqüència de l'exili que van ordenar els britànics al líder revolucionari Saad Zaghloul, i altres membres del partit Wafd el 1919. La revolució va portar a Gran Bretanya al reconeixement de la independència d'Egipte el 1922, i la implementació d'una nova constitució el 1923. Gran Bretanya, però, es va negar a reconèixer la sobirania egípcia total sobre Sudan, o de retirar les seves forces de la zona del Canal de Suez, factors que seguiran incidint en les relacions angloegípcies en les dècades anteriors a la revolució egípcia de 1952.